# Psychotria chamelaensis
Psychotria chamelaensis là một loài thực vật có hoa trong họ Thiến thảo. Loài này được C.M.Taylor & Dominguez-Lic. mô tả khoa học đầu tiên năm 2007.